# Deimos-2
El Deimos-2, és un satèl·lit d'observació terrestre espanyol operat per Deimos Imaging.
Ha estat integrat per l'empresa Elecnor Deimos a les seves instal·lacions de Puertollano, on també està emplaçat el centre de control i una antena de seguiment. Addicionalment, la missió utilitza antenes de seguiment en Kiruna (Suècia) i Svalbard (Noruega). El satèl·lit va ser llançat el 19 de juny de 2014, juntament amb altres dos satèl·lits, a una òrbita terrestre baixa, a 620 quilòmetres d'altitud, per ISC Kosmotras (que ja va realitzar el llançament del seu predecessor, el Deimos-1 utilitzant un coet Dnepr-1).
El satèl·lit incorpora una càmera multi-espectral d'alta resolució composta per un telescopi TMA-Korsch i un plànol focal amb canals pancromàtic, visible i infraroig proper (NIR). Proporciona una resolució de 1m GSD @ 620 km. La vida útil del satèl·lit és de set anys.